# Tiaret (tỉnh)
Tiaret (tiếng Ả Rập: ولاية تيارت , Berber: Tahert) là một wilaya của Algérie. Tỉnh lỵ là Tiaret.

## Phân chia hành chính
Tỉnh này bao gồm 14 huyện và 42 đô thị. Các huyện bao gồm:
- Ksar Chellala
- Frenda
- Mahdia
- Rahouia
- Dar Chioukh
- Mechraâ Sfa
- Oued Lili
- Hamadia
- Medroussa
- Meghila
- Aïn Deheb
- Sogueur
- Dahmouni
- Tiaret